# Melissodes desponsa
Melissodes desponsa är en biart som beskrevs av Smith 1854. Melissodes desponsa ingår i släktet Melissodes och familjen långtungebin. Inga underarter finns listade i Catalogue of Life.

## Bildgalleri

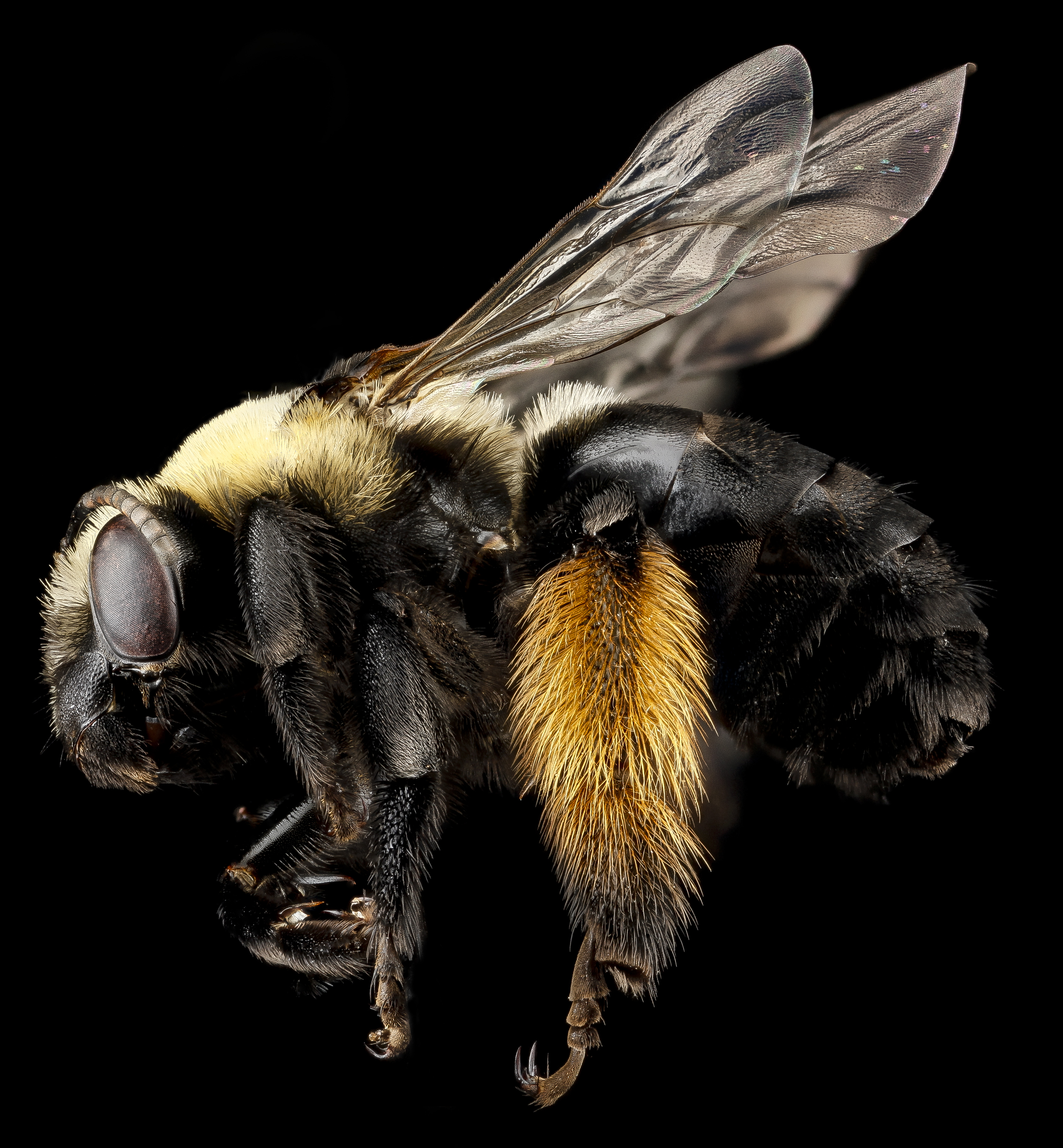
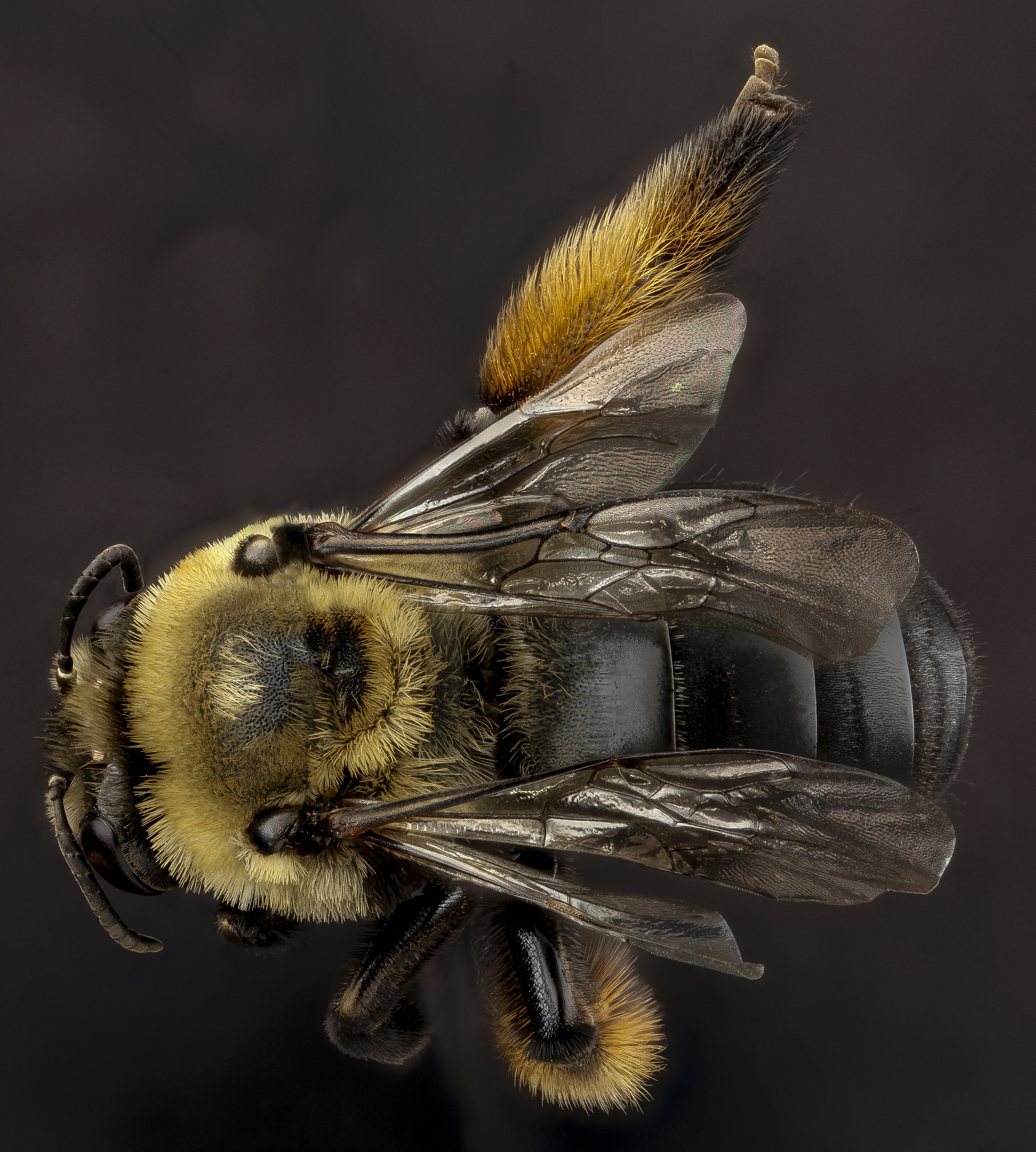
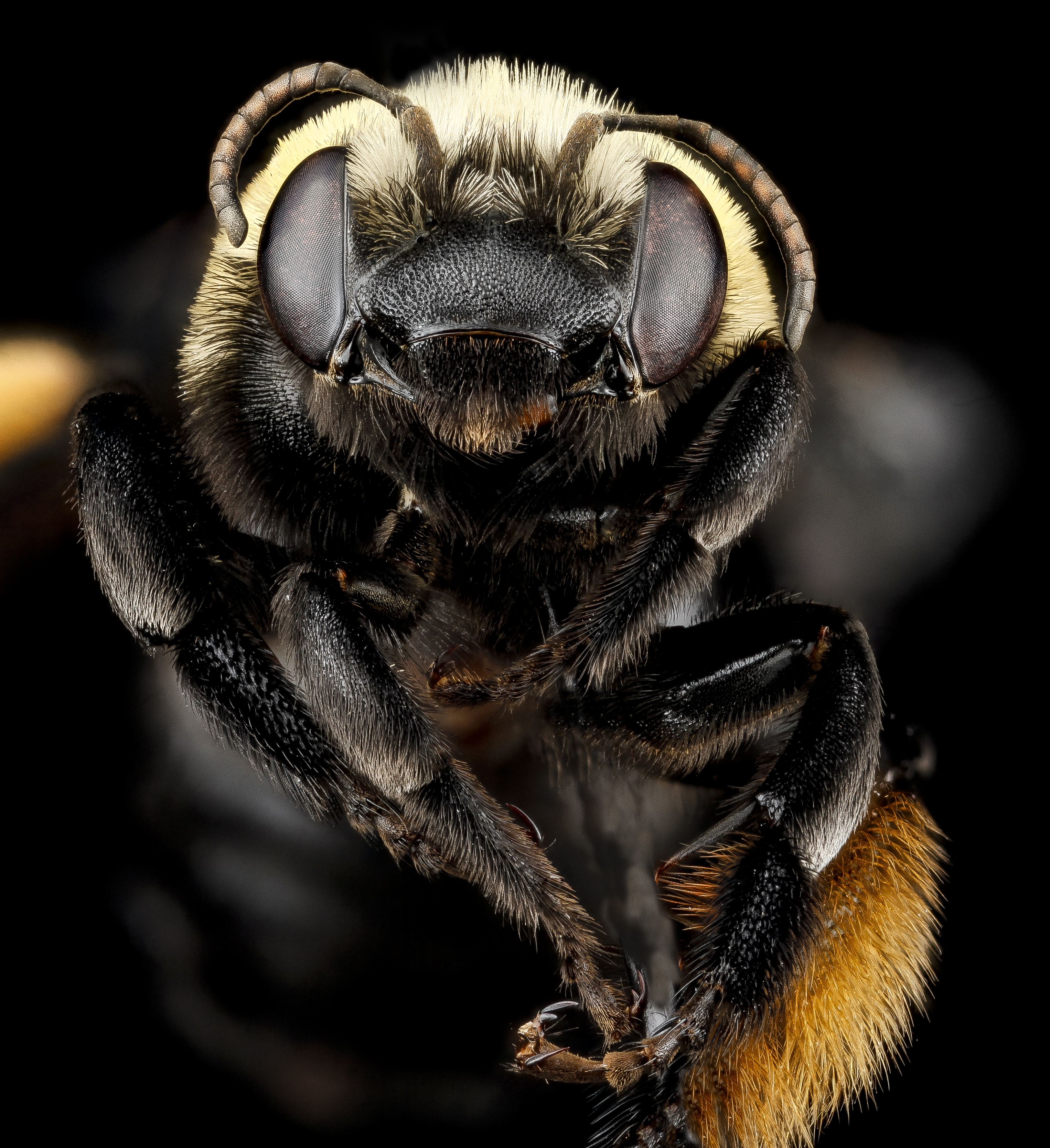
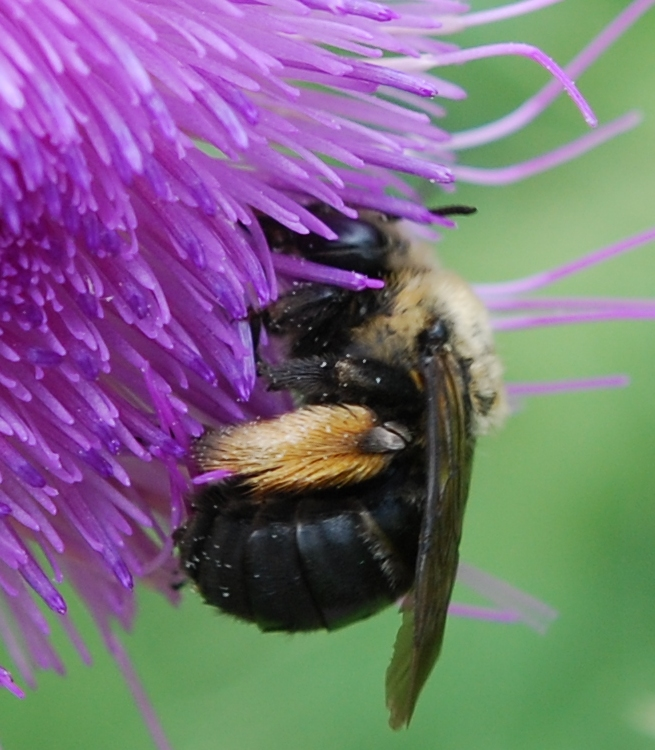